# Plataea uncanaria
Plataea uncanaria är en fjärilsart som beskrevs av Achille Guenée 1858. Plataea uncanaria ingår i släktet Plataea och familjen mätare. Inga underarter finns listade i Catalogue of Life.